# Pasqual Canals Flix
Pasqual Canals Flix (Martorell, 15 de setembre de 1984), és un ciclista català, especialitzat en el ciclisme de muntanya, concretament en el descens. El 2007 va aconseguir el segon lloc al Campionat d'Europa d'aquesta especialitat darrera el cerdanyolenc David Vázquez.

## Palmarès
- 2001
  -  Campió d'Espanya júnior en Descens
- 2002
  -  Campió d'Espanya júnior en Descens
- 2003
  -  Campió d'Espanya sub-23 en Descens
- 2004
  -  Campió d'Espanya sub-23 en Descens
- 2005
  -  Campió d'Espanya sub-23 en Descens
- 2007
  - 2n al Campionat d'Europa en Descens